# 城市規劃委員會 (澳門)
城市規劃委員會（葡萄牙語：Conselho do Planeamento Urbanístico）是根據澳門特別行政區第12/2013號法律《城市規劃法》設立的機構，作為政府的諮詢機構，負責在城市規劃的編製、實施、檢討、修改，以及根據《城市規劃法》發出規劃條件圖等相關程序中發表意見。該委員會的成立旨在確保澳門城市的有序發展，維護城市的空間品質和居民的生活品質。澳門城市規劃委員會的存在和運作確保了城市發展的科學性、可持續性和社會效益。該委員會的專業意見和建議對於澳門城市的規劃和發展起著重要的指導作用，旨在建立一個現代、宜居和具有獨特特色的城市環境，以滿足居民和遊客的需求，促進城市的繁榮和可持續發展。

## 組織
城市規劃委員會由公共行政當局的代表、城市規劃及與其相關的其他範疇的專業人士，以及獲社會公認為傑出的人士組成。委員會由一名主席及最多三十四名委員組成，其中包括一名副主席。公共行政當局的代表人數須少於委員會委員總人數的一半。委員會的成員來自私營部門／非屬公共行政當局的委員的任期為三年，可續期。
澳門城市規劃委員會的主席由土地工務局局長擔任。公共行政當局的代表包括市政署管理委員會主席、文化局局長、交通事務局局長、環境保護局局長、房屋局局長、法務局局長及旅遊局局長。這些代表的參與確保了城市規劃的各個方面都能得到充分考慮，並且能夠協調不同部門之間的利益和需求。

## 職權
- 在城市規劃的編製、實施、檢討及修改程序中，以及在根據《城市規劃法》的規定發出規劃條件圖的程序中發表意見。委員會的專業意見和建議將被納入城市規劃的決策過程，以確保規劃的科學性、可行性和可持續性。
- 就城市發展策略研究提供意見。城市規劃委員會參與制定城市發展的長期策略，評估城市發展的影響和潛在問題，並提出相應的建議。
- 就城市規劃範疇的法規及規章草案提供意見。委員會對城市規劃相關的法規和規章草案進行審議和評估，以確保其符合城市發展的需要和最佳實踐。
- 就城市規劃的技術規定及指引提供意見。城市規劃委員會制定和修訂城市規劃的技術規定和指引，以提供專業的指導和標準，確保城市的規劃和建設遵循最佳實踐和國際標準。
- 就行政長官所交予的其他事宜提供意見。委員會可就與城市規劃相關的其他事項提供專業建議，以支持政府的決策和行動。
- 編製和通過委員會的內部規章。澳門城市規劃委員會制定內部規章，規定委員會的運作程序和行為準則，確保其成員的專業素養和職業道德。
- 行使其他法規或規章所定的其他職權。根據相關法規和規章，城市規劃委員會可以行使其他與城市規劃相關的職權[3]。

## 外部連結
- 官方网站